# Dave Sexton
David James Sexton OBE (London, 1930. április 6. – London, 2012. november 25.) angol labdarúgóedző és játékos. Az ő vezetésével nyerte meg a Chelsea az első nemzetközi trófeáját. Menedzsere volt ezek mellett a Queens Park Rangers és a Manchester United csapatainak is, illetve vezette az U21-es angol válogatottat is.

## Statisztika
| Csapat              | Ország | -tól          | -ig            | Teljesítmény | Teljesítmény | Teljesítmény | Teljesítmény | Teljesítmény |
| Csapat              | Ország | -tól          | -ig            | M            | Gy           | V            | D            | Gy%          |
| ------------------- | ------ | ------------- | -------------- | ------------ | ------------ | ------------ | ------------ | ------------ |
| Leyton Orient       | Anglia | 1965. január  | 1965. december | 37           | 7            | 20           | 10           | 18,92        |
| Chelsea             | Anglia | 1967. október | 1974. október  | 333          | 140          | 93           | 100          | 42,04        |
| Queens Park Rangers | Anglia | 1974. október | 1977. július   | 130          | 57           | 41           | 32           | 43,85        |
| Manchester United   | Anglia | 1977. július  | 1981. április  | 191          | 75           | 52           | 64           | 39,27        |
| Anglia U21          | Anglia | 1977          | 1990           | 90           | 52           | 16           | 22           | 57,78        |
| Coventry City       | Anglia | 1981. május   | 1983. május    | 88           | 28           | 39           | 21           | 31,82        |
| Anglia U21          | Anglia | 1994          | 1996           | 27           | 17           | 8            | 2            | 62,96        |

## Sikerek, díjak

### Játékosként
Leyton Orient
- Harmadosztály dél (1): 1954–1955

Brighton & Hove Albion
- Harmadosztály dél (1): 1957–1958

### Edzőként
Chelsea
- FA-kupa (1): 1969–1970
- Kupagyőztesek Európa-kupája (1): 1970–1971
- Angol ligakupa második helyezett: 1971–1972
- Angol szuperkupa második helyezett: 1970

Manchester United
- Angol szuperkupa (1): 1977 (megosztva)
- FA-kupa második helyezett: 1978–1979

Anglia U21
- U21-es Európa-bajnok (2): 1982, 1984

### Egyéni
- Officer of the Order of the British Empire (OBE): 2005[3]